# Kobayashi Teruaki
Teruaki Kobayashi (sinh ngày 20 tháng 6 năm 1979) là một cầu thủ bóng đá người Nhật Bản.

## Sự nghiệp câu lạc bộ
Teruaki Kobayashi đã từng chơi cho JEF United Ichihara, Montedio Yamagata, Vissel Kobe, Ventforet Kofu và Sagan Tosu.